# Francine Shapiro
Francine Shapiro (Brooklyn, Nueva York, 18 de febrero de 1948-16 de junio de 2019) fue una psicóloga de nacionalidad estadounidense creadora del método EMDR (Eye Movement Desensitization and Reprocessing, "Desensibilización y reprocesamiento por movimientos oculares") para tratar y curar el TEPT (Trastorno por estrés postraumático).

## Biografía
Doctora en Psicología por la Escuela Profesional de Estudios Psicológicos de San Diego, e Investigadora Emérita del Instituto de Investigación Mental de Palo Alto (Mental Research Institute of Palo Alto), descubrió y desarrolló el EMDR en 1987 y lo aplicó a un grupo de voluntarios y veteranos de la Guerra de Vietnam antes de publicar sus resultados en 1989. En 2002 recibió el premio Sigmund Freud por su contribución a la psicoterapia.
Shapiro se licenció en literatura inglesa (1968) y obtuvo su máster en la misma disciplina (1974) en el Brooklyn College de la Universidad de la Ciudad de Nueva York. En 1974, mientras trabajaba a tiempo completo como profesora de inglés, se inscribió en un programa de doctorado en literatura inglesa en la Universidad de Nueva York, y en ese periodo también cultivó la crítica literaria, escribiendo diversas reseñas para revistas y enciclopedias. También editó un volumen de Poemas escogidos de Thomas Hardy (1978). En 1979 se le diagnosticó cáncer y sus experiencias posteriores a la recuperación y la lectura de las obras de Norman Cousins (1915-1990) y otros autores cambiaron su interés de la literatura a los efectos depresores del estrés sobre el sistema inmunológico, reparando en que, si bien muchas teorías se han propuesto para explicar estos efectos, muy pocas terapias se han diseñado para ayudar a las personas con este trastorno o prevenir sus resultados.
Por ello decidió indagar sobre los procedimientos de vanguardia existentes y difundirlos al público en general. En los años siguientes participó en numerosos talleres y programas de enseñanza y autoayuda para reducir el estrés y se matriculó en la Escuela Profesional de Estudios Psicológicos de San Diego, en ese momento no acreditada, pero aprobada por el estado de California para obtener la licencia para ejercer la psicología, a fin de conocer lo que al respecto se estaba enseñando en este campo. Su descubrimiento de los efectos de los movimientos oculares en 1987 y su posterior desarrollo de una psicoterapia para su práctica clínica se convirtió en la base de su tesis (1988) para el tratamiento de enfermos por estrés postraumático. Su trabajo fue publicado en 1989.

## Obras sobre EMDR
- Eye Movement Desensitization and Reprocessing: Basic Principles, Protocols, and Procedures. Guildford Press 2001. ISBN 1-57230-672-6
- EMDR as an Integrative Psychotherapy Approach: Experts of Diverse Orientations Explore the Paradigm Prism. APA 2002. ISBN 1-55798-922-2
- EMDR: The Breakthrough Therapy for Overcoming Anxiety, Stress and Trauma, Basic books, 2004, ISBN 0-465-04301-1.
- EMDR and Family Therapy Processes, Wiley, ISBN 0471709476, 504 p.
- Efficacy of the eye movement desensitization procedure in the treatment of traumatic memories. 1989: J. of Traumatic Stress Studies 2: 199-233